# 근사록
《근사록》(近思錄, 1175년경)은 주희(朱憙)와 그 학문적 친교가 깊었던 여동래(呂東萊) 두 사람이 지은 철학책이다. 이 책은 북송 시대 도학(道學)의 대표적 사상가인 주돈이, 장횡거(張橫渠), 정명도(程明道) 및 정이천(程伊川) 즉 주장이정 또는 도학사선생의 저술(著述)·어록(語錄)의 가장 중요한 부분을 14분야로 나누어 집대성한 것으로 정주학의 입문서이자 기초이다. 책이 간행되면서 정이천의 ‘성즉리’의 이론을 발전시킨 성리학 또는 주자학이 태동하게 되었다.
주자의 후서(後序)를 보면 초학자(初學者)의 입문서로 지어진 것이라 한다. 그러므로 주자도 이 책을 읽어 얻은 바를 기본으로 하여 다음은 4자(四子)의 전집(全集)을 읽을 것을 권했다. 다만, 간편한 맛에 편승하여 이 책만으로 만족하다고 여기는 일이 있으면, 본서 편집의 의도에 반(反)한다고 말하였다. 
구성은 도체(道體)·위학(爲學)·치지(致知)·존양(存養)·극기(克己)·가도(家道)·출처(出處)·치체(治體)·치법(治法)·정사(政事)·교학(敎學)·경계(警戒)·변이단(辨異端)·관성현(觀聖賢)의 14류(十四類)로 나뉘어 있다. 이것에 의지하여 학문의 도(道)에 들어간 사람은 중국 뿐 아니라 한국과 일본의 학자에도 많으며 따라서 주석서도 이 3국에 많다. 그리고 또 여동래(呂東萊)의 후서(後序)에 의하면 《근사록》은 이미 완성되어 있었다고 하면서 주자가 실제의 편자요 여동래(呂東萊)는 이에 참여한 것같이 쓰고 있다.

## 문화재 지정
- 근사록 - 보물 제1077호, 숙명여대박물관 소장
- 근사록 - 대전광역시 문화재자료 제58호, 대전시립박물관 소장
- 근사록 - 서울특별시 유형문화재 제458호 - 개인 소장

## 참고 문헌
- 이 문서에는 다음커뮤니케이션(현 카카오)에서 GFDL 또는 CC-SA 라이선스로 배포한 글로벌 세계대백과사전의 내용을 기초로 작성된 글이 포함되어 있습니다.